# Nyctemera moluccana
Nyctemera moluccana là một loài bướm đêm thuộc phân họ Arctiinae, họ Erebidae.